# 川西赤十字病院
川西赤十字病院（かわにしせきじゅうじびょういん）は、長野県佐久市にある医療機関である。日本赤十字社長野県支部が設置する病院である。

## 沿革
- 1931年（昭和6年）6月 - 北佐久郡本牧村外8ヶ村川西連合組合伝染病院を開設。
- 1932年（昭和7年）9月 - 北佐久郡本牧村外8ヶ村組合立川西連合病院を設立。
- 1948年（昭和23年）5月 - 日本赤十字社 長野支部へ運営を移管。
- 1981年（昭和56年） 4月 - 伝染病棟の統廃合により廃止。
- 1985年（昭和60年）4月 - 開設許可事項の変更許可。
- 1987年（昭和62年）6月 - 人間ドックを開始。
- 1996年（平成8年）12月 - 訪問看護ステーションを開設。
- 1998年（平成10年）3月 - 無菌手術室（クリーンルーム）改修工事

## 診療科
- 内科
- 外科
- 整形外科
- 小児科
- 眼科
- リハビリテーション科
- リウマチ科
- 循環器科
- 消化器科
- 泌尿器科

診療協働部門

看護部
付帯施設
- 川西赤十字訪問看護ステーション
- 指定居宅介護支援事業所

## 医療機関の指定等
- 保険医療機関
- 救急告示医療機関
- 労災保険指定医療機関
- 生活保護法指定医療機関
- 結核指定医療機関
- 戦傷病者特別援護法指定医療機関
- 災害対策基本法指定機関

## 近隣の施設
- 長野県望月高等学校
- 佐久市役所望月支所
- 佐久警察署川西庁舎
- 佐久広域連合消防本部川西消防署

## 交通アクセス
- JR東日本北陸新幹線・小海線佐久平駅より車で、約20分程度。
- しなの鉄道線小諸駅より車で、約25分程度。
- 千曲バス望月バスターミナルより徒歩、約15分程度。
- 上信越自動車道東部湯の丸ICより車で、約25分程度。
- 上信越自動車道佐久ICより車で、約25分程度。